# Corps Suevo-Guestphalia
Das Corps Suevo-Guestphalia ist eine farbentragende und pflichtschlagende Studentenverbindung der Hochschulen im Raum München. Die Mitglieder des Corps Suevo-Guestphalia sind als „Münchner Schwaben-Westfalen“ bekannt und Mitglied des grünen Kartells im Weinheimer Senioren-Convent (WSC).

## Couleur
Das Wappen ist ein Rundschild, unten spitz, oben gerade. Es wird von einem silbernen Helm mit dreiteiligem, schwarz-weiß-grünem, gerade aufgerichtetem Helmbusch gehalten. Am Kopf des Helms ist ein Mantel befestigt, der nach links und rechts über das Wappen fällt. Auf der für den Betrachter linken Oberseite ist der Mantel schwarz, auf der rechten Oberseite grün und auf beiden Unterseiten weiß.
Die obere Hälfte des Wappens bis zum Beginn der Rundung ist zweigeteilt. Sie enthält im linken Feld die drei schwäbischen Löwen in schwarz auf gelbem Grund, im rechten Feld das springende westfälische Pferd in weiß auf rotem Grund. Die untere, auf beiden Seiten gleichmäßig rund zur unteren Spitze hin verlaufende Wappenhälfte ist dreigeteilt. Sie enthält im mittleren Feld zwei gekreuzte silberne Schläger, jeweils mit schwarz-weiß-grünem Korb. Das linke Feld ist schwarz, das rechte Feld grün, beide ohne Inhalt.
Das Burschenband ist in den Farben „schwarz-weiß-grün“ mit silberner Perkussion und das Fuchsenband ist in den Farben „schwarz-grün“ mit silberner Perkussion.
Die Aktiven des Corps tragen zu den offiziellen Veranstaltungen eine schwarze Pekesche.

## Geschichte
Das Corps Suevo-Guestphalia entstand aus der Vereinigung der früher eigenständigen Corps Suevia Stuttgart, Salingia München und Guestphalia München.

### Suevia Stuttgart
Suevia Stuttgart wurde am 10. Dezember 1877 an der damaligen Tierarzneischule Stuttgart durch sieben Veterinärstudenten gegründet. Sie trug die Farben schwarz-weiß-grün und führte den Wahlspruch Unus pro omnibus – omnes pro uno sowie den Waffenspruch Virus atque honos!. Seit Januar 1878 war Suevia Landsmannschaft. Sie schloss im März des gleichen Jahres einen Kartellvertrag mit der Landsmannschaften Franconia Berlin, der 1882 um Normannia Hannover zum „Grünen Kartell“ erweitert wurde. Pfingsten 1884 trat Suevia dem Rudolstädter Senioren-Convent (RSC) bei, in dem sie die mit der Annahme des Corpsprinzips durch den Verband zum Corps umgewandelt wurde. Anfang 1910 wurde Suevia an die Tierärztliche Hochschule nach München verlegt und im Oktober 1910 mit dem dortigen Corps Salingia fusioniert.

### Salingia
Salingia konstituierte sich am 18. Juli 1896 als Landsmannschaft an der Universität München mit den Farben violett-weiß-grün und dem Wahlspruch Nicht rasten, nicht rosten. Am 11. Juni 1897 änderte sie den Namen in Markomannia und verlegte den Sitz an die Tierärztliche Hochschule. Ein Jahr später erfolgte die Aufnahme in den Rudolstädter Senioren-Convent, am 1. Juli 1899 der Beitritt zum Grünen Kartell. Ebenso wie Suevia vollzog Salingia im Mai 1902 die Umwandlung in ein Corps. 1905 musste sie vorübergehend suspendieren. Nach der Rekonstitution am 17. August 1909 nahm sie wieder den früheren Namen Salingia an. Am 16. Oktober 1910 erfolgte die Fusion mit Suevia Stuttgart zum Corps Suevo-Salingia, das 1922 auch die Angehörigen der suspendierten Hansea aufnahm. Als innerhalb des RSC im November 1929 ein Konflikt um die Integration des Askanischen SC am Technikum in Köthen ausbrach, gehörte das Grüne Kartell um Suevo-Salingia zu den Wortführern der Opposition gegen die weitere Expansion des Verbandes. Wenig später erklärte sie ihren Austritt aus dem RSC.
Am 12. Dezember 1936 wurde Suevo-Salingia aufgelöst. Aus der Altherrenschaft bildete sich im Mai 1938 die Kameradschaft „Hochberg“, die sich im März 1939 bereits wieder auflöste. An ihrer Stelle entstand gemeinsam mit Angehörigen des Corps Vandalia am 6. Februar 1939 die Kameradschaft Hertrich, die ebenfalls nur bis 1940 bestand. Am 27. Mai 1949 wurde Suevo-Salingia in München rekonstituiert. Sie trat am 4. Oktober 1952 dem Weinheimer Senioren-Convent (WSC) bei, der sich schon 1934 mit dem früheren RSC zusammengeschlossen hatte.

### Guestphalia München
Guestphalia München wurde am 18. Juli 1879 als Schülerverbindung Revivia gegründet, der Schüler verschiedener Münchner Gymnasien und aus München stammende Schüler des Gymnasiums in Burghausen angehörten. Sie ging am 28. Oktober 1883 in einer gleichnamigen freien Studentenverbindung mit den Farben schwarz-weiß-grün, dem Wahlspruch Per aspera ad astra und den Waffenspruch Ensis sit noster vindex! auf. Am 7. November 1884 nahm sie den Namen Guestphalia an. Nach der Anerkennung durch die Universität und der Einführung des Prinzips der unbedingten Satisfaktion, wandelte sie sich 1886 in eine freie Landsmannschaft um. Der ursprünglich angestrebte Anschluss an den Coburger LC kam vorläufig nicht zustande. Stattdessen schloss Guestphalia im Februar 1887 ein Paukverhältnis mit den Münchener Turnerschaften. Im Wintersemester 1894/95 wurde es durch ein Paukverhältnis mit dem LC in München ersetzt. Pfingsten 1895 wurde sie vorläufig, ein Jahr später definitiv in den Coburger LC aufgenommen. Als im Zuge der Krise des Coburger LC Ende der 1890er Jahre mehrere Münchener Landsmannschaften den Verband verließen, war Guestphalia zeitweilig einzige Landsmannschaft im LC zu München und wurde so zu einem Sammelpunkt für in München verkehrende auswärtige Landsmannschafter. Trotzdem machten sich bald Bestrebungen bemerkbar, wie die früheren Landsmannschaften Ratisbonia und Transrhenania dem Kösener Senioren-Convents-Verband (KSCV) beizutreten. Am 12. Januar 1904 trat Guestphalia aus dem Coburger LC aus. Der Aufnahmeantrag an den Münchener SC des KSCV wurde jedoch abgelehnt. Stattdessen siedelte Guestphalia an die Technische Hochschule über, nahm das Corpsprinzip an, trat am 27. November des gleichen Jahres mit Teutonia zu einem SC zusammen und wurde am gleichen Tag als renoncierendes Corps in den WSC aufgenommen, nachdem sie bereits am 13. August 1905 durch Abgabe von 5 Aktiven die Stiftung des Corps Rupertia München ermöglicht und damit den Weg für die Etablierung des WSC in München bereitet hatte, der bis zu diesem Zeitpunkt dort noch nicht vertreten war. Die endgültige Aufnahme wurde am 15. Oktober 1906 bestätigt. Am 20. Oktober 1935 erfolgte die Auflösung des Corps, nur wenige Wochen später die Gründung der Kameradschaft Guestphalia-Cisaria gemeinsam mit dem Corps Cisaria, sowie im November 1938 die Gründung der Kameradschaft „Houston Stewart Chamberlain“ gemeinsam mit dem Corps Hercynia München. Guestphalia wurde 1950 in München rekonstituiert. Sie fusionierte am 6. Juli 1963 mit Suevo-Salingia München zu Suevia-Guestphalia München. Kurz darauf erfolgte die Änderung des Namens in Suevo-Guestphalia.

## Das Corpshaus

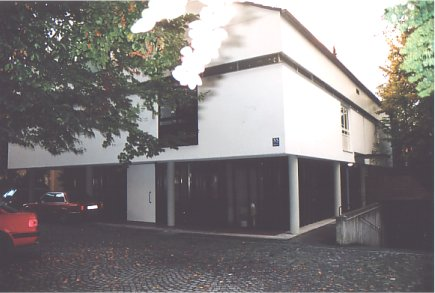
Das Corpshaus des Corps Suevo-Guestphalia zu München in der Ungererstraße 33

Die Suche nach einer dauerhaften Bleibe für das aktive Corps, die zugleich Mittelpunkt des gesamten Corpslebens sein sollte, zieht sich wie ein roter Faden durch die 131-jährige Geschichte der beiden Stamm- sowie des fusionierten Corps. Es gab viele Stationen: Nebenräume von Gastwirtschaften, gemietete Corpsetagen oder Corpshäuser, ein eigenes Haus, das bei der zwangsweisen Auflösung des Corps im Dritten Reich wieder verkauft werden musste; Neuanfang nach dem Zweiten Weltkrieg in gemieteten Räumen, Kauf des Anwesens Ungererstraße 33, Abriss der als Corpshaus dienenden Villa und Neubau des heutigen Corpshauses in den Jahren 1967/1968.
Das 1968 eingeweihte Haus des Corps Suevo-Guestphalia orientierte sich locker an der von Le Corbusier 1928  geplanten Villa Savoye: Das Corpshaus hatte außenliegende Betonstützen im Erdgeschoss, geschwungene Aufbauten auf dem Flachdach und im Inneren eine Rampe. Später wurde ein Satteldach aufgesetzt.

## Die Hütte im Zillertal

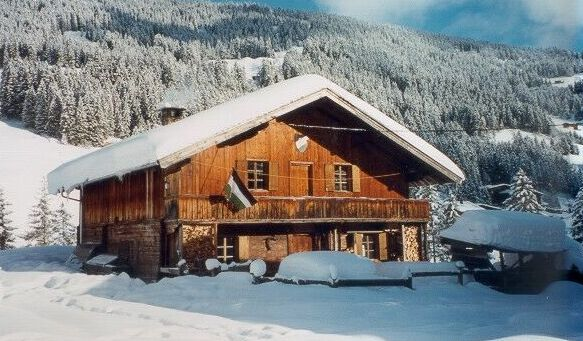
Die Hütte des Corps Suevo-Guestphalia im Zillertal

Guestphalia war seit 1930 im Besitz einer eigenen Hütte, der Katerhütte auf der Neureuth oberhalb Tegernsee. Sie wurde im Jahr 1954 wegen ihres schlechten baulichen Zustandes verkauft. Der Erlös wurde zur Teilfinanzierung des Baukostenzuschusses für das 1952 angemietete Corpsheim in der Türkenstraße verwendet. Nach dem Verkauf bezog das Corps nacheinander mehrere Hütten zwischen Kufstein und Söll. Von 1977 bis 2007 hatte das Corps Suevo-Guestphalia eine Hütte im Zillertal.

## Bekannte Mitglieder der Suevo-Guestphalia und ihrer Vorläufer
In alphabetischer Reihenfolge
- Alfred Beck (1889–1957), Veterinärmediziner
- Paul Dierichs (1901–1996), Verleger der Hessischen Nachrichten
- Claude Dornier (1884–1969), deutscher Flugzeugkonstrukteur
- Hanskarl Englert (1913–1995), Tierarzt, Leiter des Tierhygienischen Instituts in Freiburg, Professor für Hygiene und Zoonosen
- Anton Fehr (1881–1954), Reichsminister für Landwirtschaft
- Walter Friedrich (1883–1968), Biophysiker
- Walter Gmelin (1863–1943), Veterinärmediziner, Professor an der Tierärztlichen Hochschule Stuttgart und Universität Tübingen, Leiter des Veterinärwesens in Deutsch-Südwestafrika
- Dietmar Harting (* 1939), Präsident des Deutschen Instituts für Normung
- Herbert Kessler (1918–2002), Rechtsanwalt, Vorsitzender der Humboldt-Gesellschaft
- Walter Mahlberg (1884–1935), Wirtschaftswissenschaftler
- Klaus Mangold (* 1943), Unternehmer
- Xaver Mayer (1881–1942), Generaldirektor der Großkraftwerk Stettin AG, Stadtrat in Stettin
- Kurt Neumann-Kleinpaul (1882–1958), Veterinärmediziner, Professor der Tierheilkunde, Direktor der Poliklinik, später der Inneren Veterinärmedizinischen Klinik und Rektor der Tierärztlichen Hochschule Berlin
- Robert von Ostertag (1864–1940), Veterinärmediziner, Hochschullehrer in Stuttgart und Berlin
- Wilhelm Pfeiffer (1867–1959), Veterinärmediziner, Hochschullehrer in Gießen
- Otto Rasenack (* 1899; † nach 1970), Tierarzt, Schlachthofexperte
- Walter Spindler (* 1954), Generalmajor des Heeres der Bundeswehr
- Valentin Stang (1876–1944), Veterinärmediziner, Hochschullehrer in Berlin, Präsident des Deutschen Veterinärrats
- August Stockelmann (1900–1945), Tierarzt, Landrat des Landkreises Schönberg
- Max von Sussdorf (1855–1945), Veterinärmediziner, Rektor der Tierärztlichen Hochschule Stuttgart
- Horst Wardemann (1930–2006), Wasserbauingenieur, Professor an der GH Paderborn
- Hans Wehrs (1885–1953), Landestierarzt der Freien und Hansestadt Hamburg

## Grünes Kartell
Das Corps Suevo-Guestphalia München gehört innerhalb des WSC dem Grünen Kartell an. Dieser Zusammenschluss verbindet das Corps Suevo-Guestphalia mit dem Corps Normannia Hannover und dem Corps Franconia Berlin zu Kaiserslautern und besteht seit über 140 Jahren. Die Corps im Grünen Kartell betrachten sich als „Ein Corps an drei Hochschulorten“.